# Duczyńska Ilona
Duczyńska Ilona (olykor Ducsinszka, Dutczinsky, magyarul: Duczynska, teljes nevén: Duczyńska Mária Dorottya Angyalka Ilona) (Maria Enzersdorf, Ausztria, 1897. március 11. – Pickering, Kanada, 1978. április 23.) magyar újságíró, nyelvész, mérnök, történész.

## Élete
Nemesi családból származott. Édesapja Dutczyinski Alfréd Károly András Jusztinián, édesanyja Békássy Ilona Antónia Mária volt. Az első világháború alatt, 1915-ben ismerkedett meg az anarcho-szindikalista forradalmár Szabó Ervinnel, akinek köszönhetően bekapcsolódott a Galilei Kör munkájába. A világháború alatt az antimilitarista mozgalom, a forradalmi szocialisták tagja. Érettségi vizsgája előtt háborúellenes magatartása miatt kicsapták az iskolából, így Ausztriában érettségizett, majd beiratkozott a zürichi műegyetemre. Svájcban ismerkedett meg a szocialista mozgalommal, s az 1917-es októberi orosz forradalom hírére visszatért Magyarországra. 

„Az elszegényedett úrilány hazajött Svájcból, ahol megismerkedett a forradalmár pacifistákkal, a zimmerwaldiakkal, Angelika Balabanovával, és megbeszélte velük, hogy Budapesten is elindítja a háborúellenes mozgalmat. Vas megyei főispán rokonainál kis csalódás érte, mert hazajövet a csendőr vigyázta megyeházán bált és élőképet talált, amelyben imádott nagynénje, aki a kastélyparkban a gyerekeknek Spinozát és Kantot tanított, horribile dictu, jelmezben, napernyővel állt a megvilágított színpadon. Mely léhaság! A tizenkilenc éves Ilona elvonult Badacsonyra a család kis présházába, hogy merített papíron megfogalmazza a békekiáltványt. Magányában a tó fölött végiggondolta a dolgot.
Talált hozzá segítőt a Galilei-körben, egy fiatalembert, aki, mint a láng, magasan lobogott, és akkor még fényt árasztott maga körül. Ez elég ok volt, hogy ketten vágjanak bele a történelmi feladatba és a házaséletbe is egy időre.”

– Konrád György: Csodafigurák

Szabó Ervin a Galilei Kör anarchoszindikalista forradalmár tagjának biztatására jelentkezett, hogy a Madzsar Józseftől ellopott pisztollyal lelövi Tisza Istvánt. A merényletkísérletre azonban nem került sor 1917. május 23-án, mert bejelentették Tisza lemondását, az esetre Ilona így emlékezett vissza:  „Óriási zsivajgás, kiszaladtak, beszaladtak, kiszaladtak az utcára. Ott maradtam ülve: szinte eszméletlenül. Velem a maradék, a majdnem élet. Tett, ami el nem követtetett. Bűn, amiért nincs vezeklés. Áldozat, ami el nem fogadtatott. Lassan elkezdtem menni a Ménesi út felé. Még senki sem volt otthon. Visszaloptam Madzsar József Browningját… Aztán együtt ültünk Madzsarék nappalijában négyen, Alice, Józsi, Ervin és én. Amikor egyedül maradtam Szabó Ervinnel, megkérdeztem: »Mikor hallottad, mit gondoltál?« Egy szót mondott: »Sajnáltalak.« Ott ültünk gyászba borultan, mert vége volt ennek a szikrának, egy lehetséges történés szikrájának. Szabó beszélt: természetesen Tisza marad a spiritus rector, de minden sokkal nehezebb lesz, mert látszat szerint valami változás áll be, valójában azonban nem lesz semmi változás. Csak eltűnik egy szimbólum a tömegek szeme elől. Ő visszalépett a háttérbe, és akkor már nem volna értelme a merényletnek. Már senki sem értette volna. Eltűnt a sebezhető, megdönthető szimbólum.”
Részt vett az 1918 eleji sztrájkban, s követelte a munkástanácsok létrehozását. Ezután letartóztatták, és az ún. Galilei per során későbbi férjével, Sugár Tivadarral együtt börtönbüntetésre ítélték. Az őszirózsás forradalom alatt csakúgy, mint Lékai Jánost és Mosolygó Antalt, illetve Sugárt, őt is kiszabadították. 1918. november 17-én Budapesten, a Terézvárosban házasságot kötött Sugár Tivadarral. 1918 végén tagja lett a Kommunisták Magyarországi Pártjának. A Magyarországi Tanácsköztársaság alatt a Külügyi Népbiztosság Szocializmus Nemzetközi Propagandája elnevezésű propagandaosztályán dolgozott, s tagja volt a Budapesti Központi Forradalmi Munkás- és Katonatanácsnak.
A bukás után Bécsbe emigrált, s szervezeti kapcsolata a KMP-vel 1922-ben megszűnt. 1922-ben elvált Sugár Tivadartól, s a következő évben hozzáment Polányi Károlyhoz. 1927-től kezdve szerkesztette a Der linke Sozialdemokrat című lapot. 1927-ben az Ausztria Szocialista Pártja bécsi szervezetében baloldali ellenzéket szervezett.
1934-ben a munkások februári felkelésének leverése után az osztrák munkások fegyveres védelmi szövetségének (Schutzbund) szervezte meg egy műszaki csoportját, illetve rádióját, s a szövetség Vezető Bizottságának is tagja lett. Novembertől 1936 elejéig a Der Sprecher című lapnak volt szerkesztője, ezután pedig a bécsi városi vezetőségnek tagjaként működött. Még ugyanebben az évben férje után Angliába ment, ahol részt vett a magyar emigrációnak Károlyi Mihály vezette demokratikus szervezkedésében, az Angliai Magyar Tanácsban. 1948-ban öt hónapot Magyarországon töltött. Férjével együtt 1950-ben Kanadába költözött. Polányival angol nyelvű magyar költői antológiát szerkesztett, amelyet 1963-ban adtak ki The Plough and the Pen. Writings from Hungary, 1830–1956. címmel. Magyar szépírók (Déry Tibor, Juhász Ferenc, Lengyel József) műveit fordította angolra. Utolsó éveiben az 1934-es felkelés történetének feldolgozásával, illetve férje munkáinak sajtó alá rendezésével foglalkozott. 1973-ban a Magyar Televízió portréfilmet készített róla (Találkozások Duczynska Ilonával, rendezte: B. Révész László).
Önéletírásában kifejtette, hogy a forradalmárt az a megszállottság jellemzi, amely „az ördögi múlt és a múlt ördöge elleni harc szükségességébe vetett vak hiten alapul, ami nélkül nem létezik, és nem is létezhet sem forradalmi újjászületés, sem forradalmi megújulás”.

## Művei
- Mesterünk Szabó Ervin (Kortárs, 1968. 10. sz.)
- Polányi Károly és a Galilei Kör (Horváth Zoltánnal, Bp., 1971)
- A cselekvés boldogtalan szerelmese (Néhány adalékom Szabó Ervin emlékéhez)
- Széljegyzetek a K. M. P. bomlásához
- Körner im Vorfebruar
- Workers in arms : the Austrian Schutzbund and the Civil War of 1934 (New York ; London : Monthly Review Press, 1978)
- Der demokratische Bolschewik : zur Theorie und Praxis der Gewalt (München : List, 1975)
- The plough and the pen : writings from Hungary 1830-1956 (társszerk. Polányi Károly, London : Owen, 1963)
- Duczynszka Ilona feljegyzései az 1918-as januári sztrájk előzményeiről[10] (közread. és jegyz. ell. Tömöry Márta, [Budapest] : Akad. Kiadó, 1959)
- Polányi Károly, 1886-1964 (Budapest : Akad. Ny., 1971)
- "I first met Karl Polanyi in 1920...".
- Bécs, 1934, Schutzbund; Magvető, Bp., 1976 (Tények és tanúk)

### Műfordításai
- Déry Tibor: The giant. (Óriás, London, Calder, 1964)
- Lengyel József: Acta sanctorum and other tales (London, Owen, 1970)
- Juhász Ferenc: The boy changed into a stag: selected poems 1949–1967 (Kenneth McRobbie-val, Toronto; New York; London, Oxford Univ. Press, 1970)
- Lengyel József: The judge’s chair (regény, London, Owen, 1968)
- Lengyel József: Prenn drifting (London, Owen, 1966)
- Lengyel József: From beginning to end: the spell (London, Owen, 1966)